# Cantó de Domairat-Montluçon Nord-Oest
El cantó de Domairat-Montluçon Nord-Oest és un cantó francès del departament de l'Alier, situat al districte de Montluçon. Compta amb 1 municipi i part del de Montluçon.

## Municipis
- Montluçon
- Domairat

## Història
| Data d'elecció                           | Identitat       | Partit | Qualitat |
| ---------------------------------------- | --------------- | ------ | -------- |
| 1982-1985                                | Henri Guichon   | PCF    |          |
| 1985-2004                                | Jean Desgranges | PCF    |          |
| 2004-                                    | Marc Malbet     | PS     |          |
| les dades anteriors no són pas conegudes |                 |        |          |
|                                          |                 |        |          |

## Demografia
| 1962 | 1968 | 1975 | 1982 | 1990   | 1999   | 2007   |
| ---- | ---- | ---- | ---- | ------ | ------ | ------ |
| -    | -    | -    | -    | 13.011 | 12.041 | 11.979 |